# China Lee
China Lee, nata Margaret Lee (New Orleans, 2 settembre 1942), è una modella e attrice statunitense, nonché Playmate di Playboy.
È apparsa in diverse pubblicazioni e video di Playboy. Fotografata da Pompeo Posar, è stata la Playmate del mese nell'agosto del 1964.
I genitori, originari della Cina, si trasferirono negli Stati Uniti durante la Seconda guerra mondiale per cercar fortuna. La Lee, che ha tre fratelli e quattro sorelle, ha incominciato a lavorare giovanissima per la rivista di Hugh Hefner, prima come coniglietta in prova per vari Playboy Club e successivamente come star acclamata.
Detiene un particolare record all'interno del celebre magazine per adulti: è stata la prima sino-statunitense e la prima donna asiatica a finire sulla copertina di Playboy.
Sull'onda di tale successo ha fatto il suo ingresso nel mondo del cinema partecipando a qualche film, quasi tutti scadenti e di scarso successo: da citare tuttavia la sua piccola parte nella commedia di Woody Allen Che fai, rubi? (1966), in cui durante i titoli di coda inscena uno striptease. A partire dagli anni settanta le sue apparizioni sul grande schermo sono andate diminuendo fino a scomparire del tutto.
È stata sposata per vari anni con il comico di Montréal Mort Sahl, dal quale ha divorziato nel 1991.
Abbastanza riservata, nel 1992 concesse un'intervista alla reporter Lisa Rudolph della WCBS-TV in cui affermò che: "È molto difficile essere genitori, ciò richiede molte responsabilità". Successivamente il suo unico figlio Mort Sahl, Jr. morì in un incidente aereo il 27 marzo del 1996.
Recentemente, è comparsa nel DVD distribuito da Playboy intitolato Playboy: 50 Years of Playmates (2004).